# التريبل سيك
مشروب كحولي قوي نسبيا" شفاف بطعم البرتقال و محلى. التريبل سيك شراب فرنسي الاصل معمول من قشور البرتقال الحلو و المر ، والاسم تريبل يعنى ثلاثي، و بالعادة يشار إلى عدد مرات التقطير المصاحبة لصناعه هذا المشروب. يشرب هذا المشروب ساده أو مع الثلج
يستخدم في صناعه الكوكتيلات الكحوليه مثل مشروب اللونج ايلاند.